# San Benito (Surigao del Norte)
San Benito ist eine philippinische Stadtgemeinde in der Provinz Surigao del Norte. 
Sie liegt im Westen der Insel Siargao im Osten der Philippinen; zu ihr gehören einige westlich gelegene kleinere Inseln. 
San Benito hat 5404 Einwohner (Zensus 1. August 2015).

## Baranggays
San Benito ist politisch in sechs Baranggays unterteilt.
- Bongdo
- Maribojoc
- Nuevo Campo
- San Juan
- Santa Cruz (Pob.)
- Talisay (Pob.)